# (159865) Silvialonso
(159865) Silvialonso est un astéroïde de la ceinture principale.

## Description
(159865) Silvialonso est un astéroïde de la ceinture principale. Il fut découvert le 12 août 2004 à Begues par José Manteca. Il présente une orbite caractérisée par un demi-grand axe de 2,35 UA, une excentricité de 0,20 et une inclinaison de 11,1° par rapport à l'écliptique.

## Compléments